# Xyroptila colluceo
Xyroptila colluceo là một loài bướm đêm thuộc họ Pterophoridae. Nó được tìm thấy ở New Guinea